# Trimenia nukuhivensis
Trimenia nukuhivensis är en tvåhjärtbladig växtart som beskrevs av Wagner och Lorence. Trimenia nukuhivensis ingår i släktet Trimenia och familjen Trimeniaceae. Inga underarter finns listade.